# Lazar Veselinović
Lazar Veselinović (Лазар Веселиновић; sinh 4 tháng 8 năm 1986) là một cầu thủ bóng đá Serbia thi đấu ở vị trí tiền đạo cho Rad.

## Danh hiệu

### Câu lạc bộ
Vojvodina
- Cúp bóng đá Serbia: 2013–14

### Cá nhân
- Đội hình mùa giải SuperLiga: 2012-13